# 红冠啄花鸟
红冠啄花鸟（学名：Dicaeum nehrkorni），是啄花鸟科啄花鸟属的一种，为印度尼西亚的特有种。该物种的保护状况被评为无危。
红冠啄花鸟的栖息地包括亚热带或热带的湿润低地林和亚热带或热带的湿润山地林。